# 제주도통어전연운동
제주도통어전연운동(濟州島通漁展延運動)은 개항 이후 일본인 어로업자들이 나가사키를 근거지로 비양도에 불법적으로 출어, 해삼 ·전복 등을 채취하기 시작한 밀어행위가 원인이 된 운동으로 일본 어부들의 제주도 통어를 봉쇄하기 위한 운동이었다.

## 원인
1879년 이후 일본인 어로업자들은 제주도 인근해에서 전복과 해삼 등을 채취하기 시작했고, 1883년 <조일통상장정>으로 획득한 전라 ·경상 ·강원 ·함경 등 4도 해역에서 어로권을 배경으로 20만 제주도민의 생계를 위협하였다. 현재도 그렇지만 해녀들의 직접 채취에 의존하고 있던 제주도에 일본인 어부들이 근대적인 어로기구를 이용하여 남획한 것이 문제가 되었다.

## 경과
1884년 6월 이래 조선정부는 이러한 일본인 어로업자의 불법적인 제주도 통어문제를 가지고 일본과 교섭을 벌였지만 일본의 반대로 번번이 무산되었다. 1887년 8월 모슬포에서 일본인 어부가 이만송(李晩松)을 살해하는 사건이 발생하여 일본은 제주도통어를 장정 성립 후 1년간 전연하는 것을 조건으로 1898년 11월 <조일통어장정>에 조인하였다.
그러나 1904년 러일전쟁의 승리 이후 조선침탈을 강화한 일본이 한국의 어채권을 박탈함으로써 제주도통어전연운동은 결국 실패하고 말았다.

## 의의
제주도의 수산자원을 수호하려 한 제주도통어전연운동은 제주도민의 사활과 관계되는 생존권 수호운동이었으며 나아가서는 민족경제 수호투쟁이었다.

## 외부 참고 자료
- 제주도통어전연운동